# Graphania exquisita
Graphania exquisita là một loài bướm đêm trong họ Noctuidae.